# Рокко ди Торрепадула, Микела
Микела Рокко ди Торрепадула (итал. Michela Rocco di Torrepadula; 18 сентября 1970, Удине, Фриули — Венеция-Джулия, Италия) — итальянская актриса
 и телеведущая, модель, победительница национального конкурса красоты Мисс Италия 1987, Мисс Элегантность 1987 и мисс Европа 1988.

## Биография
На конкурсе красоты Мисс Италия 1987 заняла второе место, но после дисквалификации победительницы Мирки Виолы, которая скрыла своё замужество, ей присудили титул Мисс Италия 1987, тогда же выиграла титул Мисс Элегантность. В 1988 году, через год после своего избрания Мисс Италия, Микела выиграла конкурс красоты мисс Европа 1988, став последней обладательницей Италии в этом конкурсе.
В 2002 году вышла замуж за тележурналиста Энрико Ментана, от которого родила двоих детей (Джулио и Виттория). В 2013 году супруги расстались.
Дебютировала на телевидении на канале Rai 3 в 1988 году. Работала ведущей нескольких телепередач.
Снималась в кино и на телевидении.

## Избранная фильмография
- L’avvoltoio sa attendere (1991)
- Нефертити / Nefertiti, la figlia del Sole (1994) — Тадухепа / Нефертити
- Fate come noi (2004)
- I figli dell’ispettore (1986)
- I ragazzi del muretto (телесериал, 1991, 1993 и 1996)
- Linda e il brigadiere (минителесериал, 1997)
- Incantesimo (телесериал, 1998)
- Un posto al sole (мыльная опера, 1999)
- Sotto il cielo dell’Africa (телесериал, 1998)
- Assassini per caso (2000)